# Fiat Tipo (2015)
O Fiat Tipo (código Type 356, também conhecido como Fiat Egea (estilizado como ÆGEA) na Turquia e Dodge Neon no México e Oriente Médio) é um automóvel de segmento C. Uma versão sedã de três volumes foi revelada no Salão do Automóvel de Istambul de 2015 em maio de 2015 e iniciou as vendas na Turquia em outubro de 2015. Em 2016, foi seguido por uma versão hatchback e uma perua, para o mercado europeu. O Tipo é fabricado na fábrica da Tofaş em Bursa, na Turquia, pela montadora italiana Fiat e é construído na plataforma Fiat Small Wide LWB. Ele substituiu o Bravo e o Linea na faixa do segmento C. O Tipo foi projetado pelo Centro Stile Fiat em Mirafiori, Turim. Em dezembro de 2015, o carro ganhou o prêmio Best Buy Car of Europe de 2016, do júri da Autobest composto por vinte e seis jornalistas líderes da Europa, de vinte e seis países europeus diferentes.
Em fevereiro de 2019, o 500.000º Fiat Tipo foi produzido na fábrica de Bursa, na Turquia. No final de outubro de 2020, um total de 670.000 unidades do Fiat Tipo foram produzidas e distribuídas em mais de 40 países ao redor do mundo. Em 2021, a Fiat apresentou uma reestilização ao Tipo com um novo motor, novos níveis de segurança, tecnologia e uma nova versão Cross.. A nova mudança desta reestilização introduziu os novos motores a gasolina da família Global Small Engine (FireFly) produzidos pela FCA Poland Powertrain em Bielsko-Biała em apenas uma versão: 1.0 L Turbo 3 cilindros 121 cv com injeção direta, sistema Multiair e filtro GPF, o 1.0 L está disponível com transmissão manual de 5 velocidades e tração dianteira, este novo motor é para os modelos Jeep Renegade, Fiat 500 e Fiat Tipo (2015).
Em março de 2022, o novo motor 1.5 L GSE (Global Small Engine) T4, quatro cilindros, 131 cv e 240 Nm de torque, também da família FireFly, é introduzido na Itália, Europa, Turquia e Emirados Árabes Unidos (como o anterior 1.0 T3), turbo a gasolina, mas com tecnologia híbrida, combinado com um motor elétrico de 48 V que integra uma pequena unidade adicional de 15 kW, esta última instalada na nova transmissão automática DCT de dupla embreagem e sete velocidades, capaz de permitir uma partida mais silenciosa (100% elétrica) e usar o carro em modo totalmente elétrico (e-launch), em manobras de estacionamento ou em pequenos movimentos para frente em ritmo de caminhada (e-queuing), como em filas no trânsito da cidade. Esta avançada tecnologia híbrida representa um salto significativo para a Fiat, melhorando a eficiência e a dinâmica do veículo e permitindo que ele viaje mesmo com o motor térmico desligado.
O motor a gasolina, de fato, graças ao elétrico, pode permanecer inativo até 47% do tempo. Por esse motivo, o novo motor elétrico GSE T4 de 1,5 litro e 131 cv foi definido por especialistas no campo automotivo (não um mild-hybrid, introduzido apenas no Fiat Panda e no Fiat 500, mas) um mini full-hybrid ou middle-hybrid (ou seja, uma via entre um full-hybrid e um mild-hybrid), de acordo com os carros híbridos de outras marcas, como a Toyota, que foi a primeira a introduzir essa tecnologia no mercado automotivo. Este novo motor híbrido avançado, desenvolvido pelos engenheiros do Grupo FCA (também introduzido no novo Alfa Romeo Tonale, no híbrido Fiat 500X, bem como nos modelos Jeep Renegade e Compass), também permite uma redução de 11% em CO2 em comparação com a versão anterior, com consumo declarado, para o novo híbrido Fiat Tipo, de apenas 21 km/L. Em novembro de 2022, o milionésimo Tipo foi produzido na fábrica de Bursa.

## História

### O Projeto Ægea
O desenvolvimento da família Tipo começou em 2014, quando a Fiat anunciou o projeto Ægea (Type 356). Especificamente, o fabricante italiano estava construindo uma família de carros do segmento C para serem comercializados na Europa, Oriente Médio e África (EMEA) para substituir o antigo hatchback Bravo e o sedã Linea. O local de produção escolhido foi a fábrica turca de Bursa (de propriedade da Fiat e da Tofaş), que já produzia o Linea anterior. Alfredo Altavilla, na época diretor da área EMEA do grupo FCA Itália, e Olivier François, diretor da marca Fiat, declararam que a família Ægea havia sido construída de acordo com a linha "Rational" da Fiat (incluindo Panda, Punto, Fiorino e Doblò), veículos caracterizados por solução funcional, baixos custos de manutenção, interior espaçoso e lista de preços baixa.
A primeira versão a ser apresentada foi o sedã de três volumes no Salão do Automóvel de Istambul em maio de 2015; chamado Fiat Egea, o carro entrou em produção em novembro do mesmo ano, substituindo o Linea na linha de produtos Fiat na Turquia. O nome Egea é usado apenas no mercado turco porque o termo é muito conhecido entre a população turca, pois identifica tanto o Mar Egeu que banha as costas da Turquia quanto a antiga cidade medieval de Yumurtalık. A produção começou em outubro do mesmo ano para o mercado turco. Mais tarde, as versões hatchback e perua foram anunciadas para a primavera de 2016 com um nome diferente nos mercados europeus. Em outubro de 2015, Alfredo Altavilla anunciou que o nome oficial dos carros para o mercado europeu seria Fiat Tipo, tomando o nome histórico do modelo Fiat dos anos 80 conhecido por seu interior espaçoso e baixos custos de funcionamento. A Fiat e a Tofaş investiram um total de 1,5 bilhão de dólares para o desenvolvimento e produção do Tipo.

### O Tipo no mercado europeu
Em novembro de 2015, as vendas do sedã Fiat Tipo começaram na Itália, Espanha e França. As versões hatchback e perua foram apresentadas no Salão do Automóvel de Genebra em março de 2016. Em 2016, o Tipo estava oficialmente à venda em todas as suas três variantes em toda a Europa, com exceção do Reino Unido, onde o sedã não é importado devido à baixa demanda por esse tipo de veículo. Na estreia, a gama de motores consistia no 1.4 Fire 16V a gasolina com 96 cv, o 1.6 E.torQ 16V com 111 cv, o 1.3 Multijet II 16V diesel com 96 cv e o 1.6 Multijet II diesel com 121 cv.
Em 2017, a gama Tipo foi ampliada com a entrada da variante furgão disponível nos países do sul da Europa com uma cabine de dois lugares. Também em 2017, variantes bicombustíveis (chamadas EasyPower) são introduzidas movidas a gasolina e GLP.

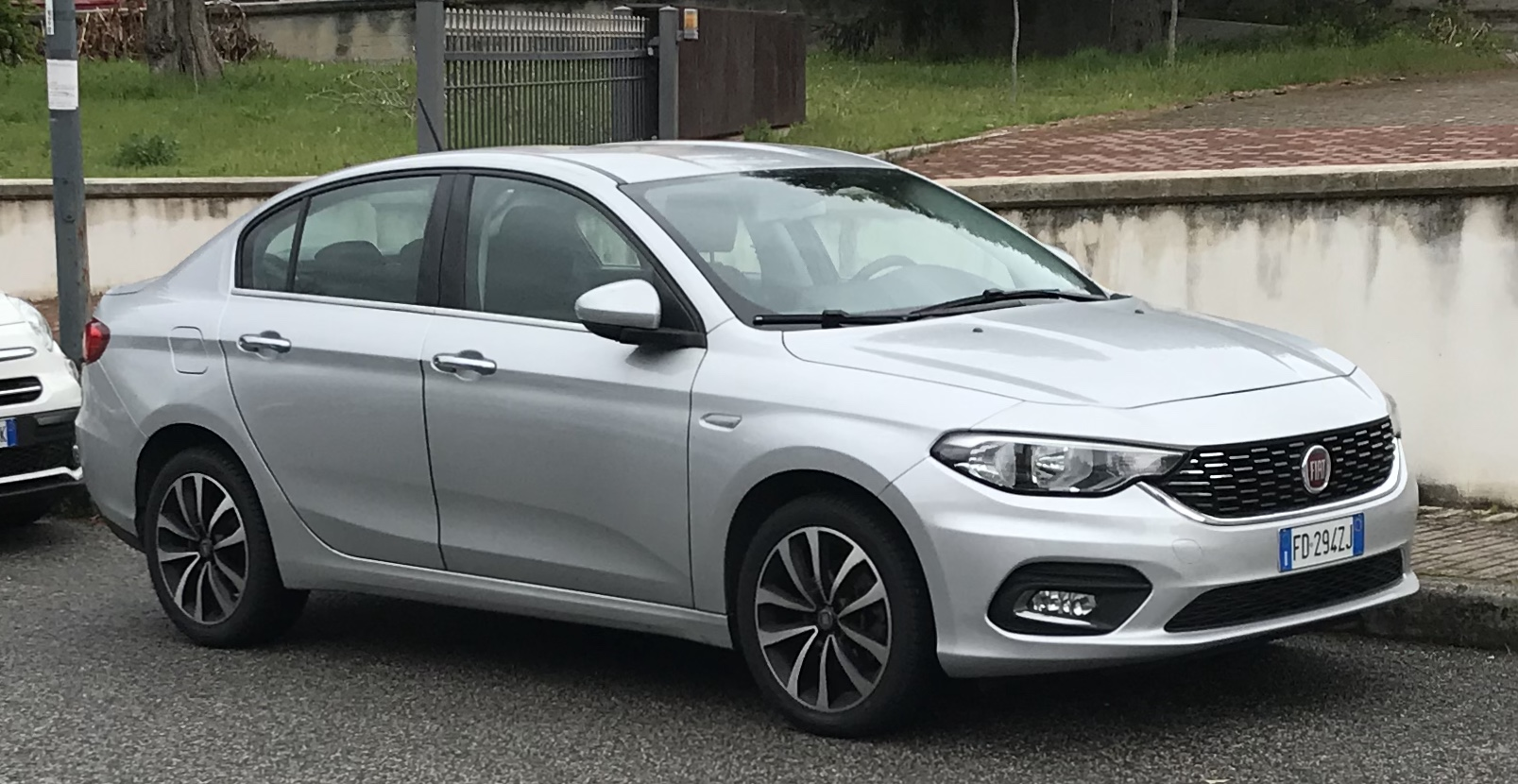
Sedã (4 portas)
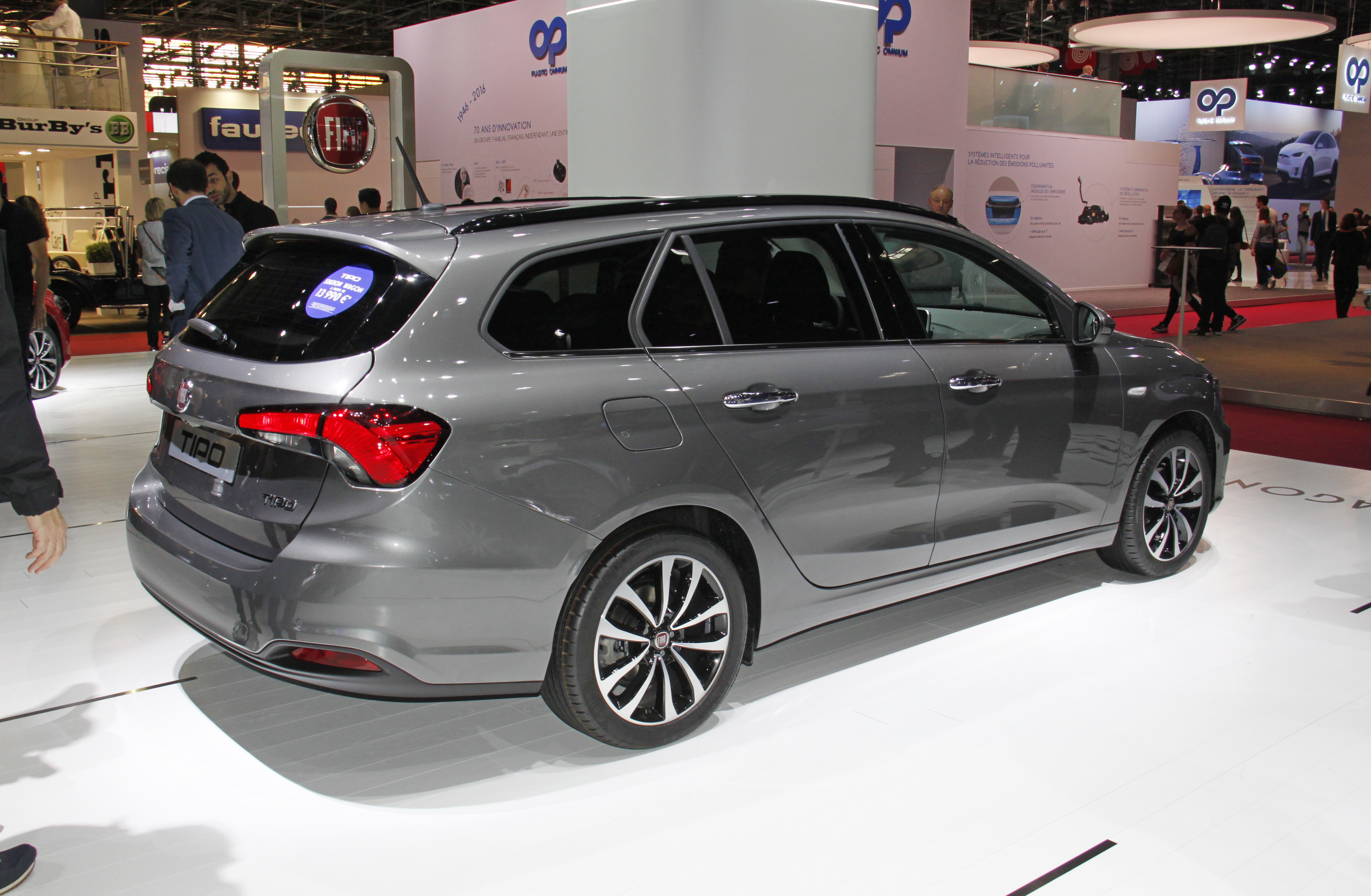
Perua (5 portas)
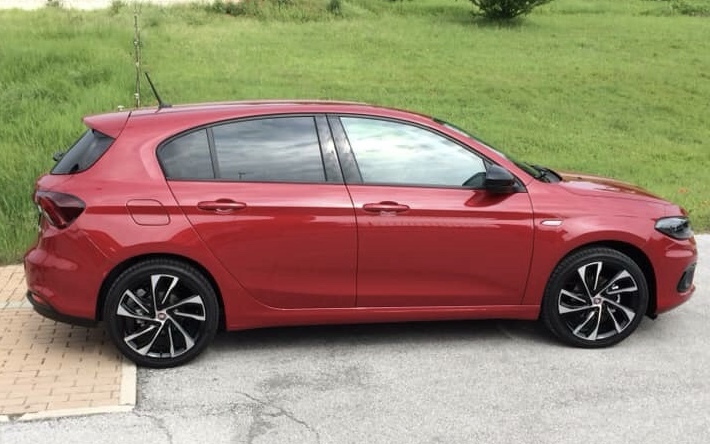
Hatchback (5 portas)
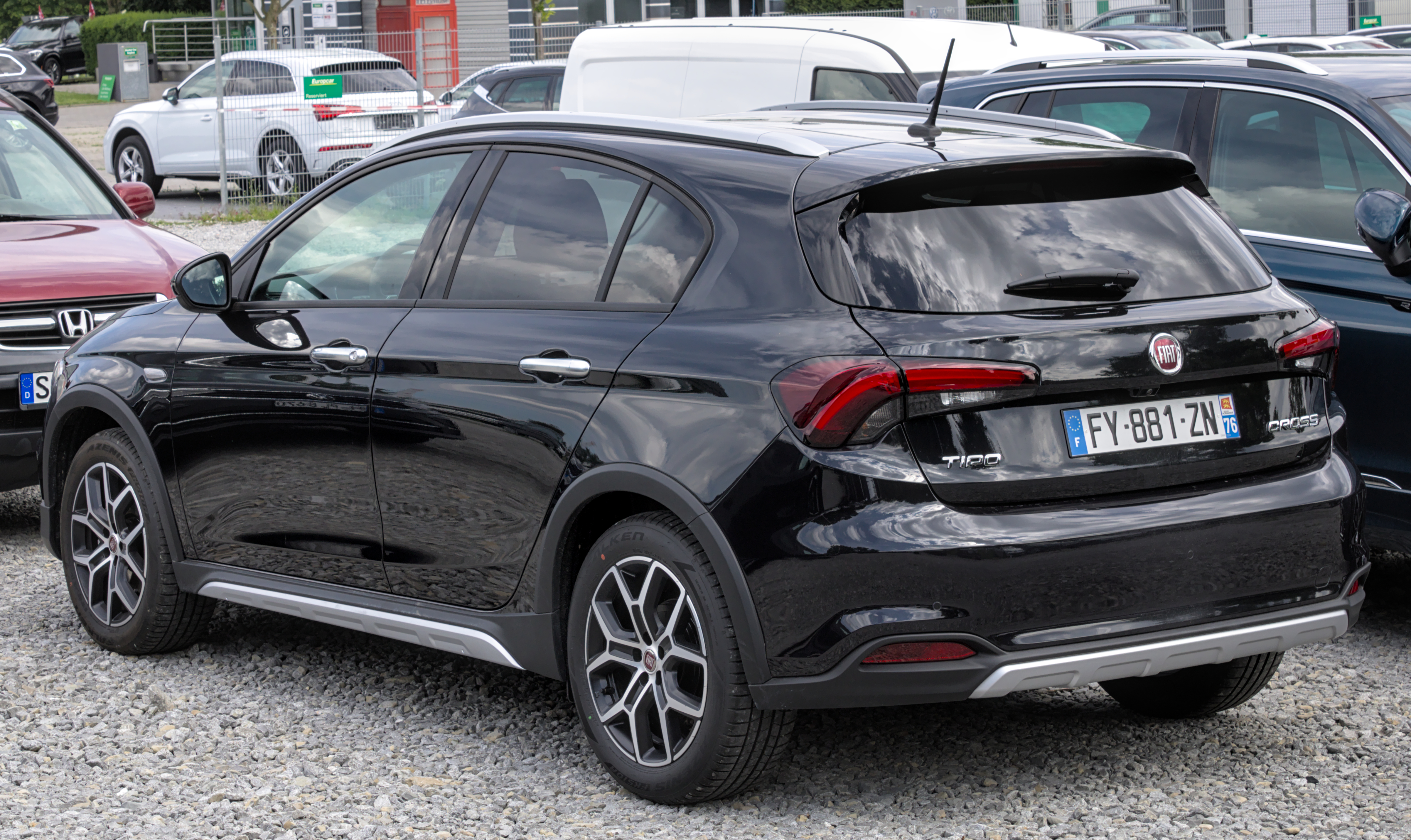
Cross (5 portas)
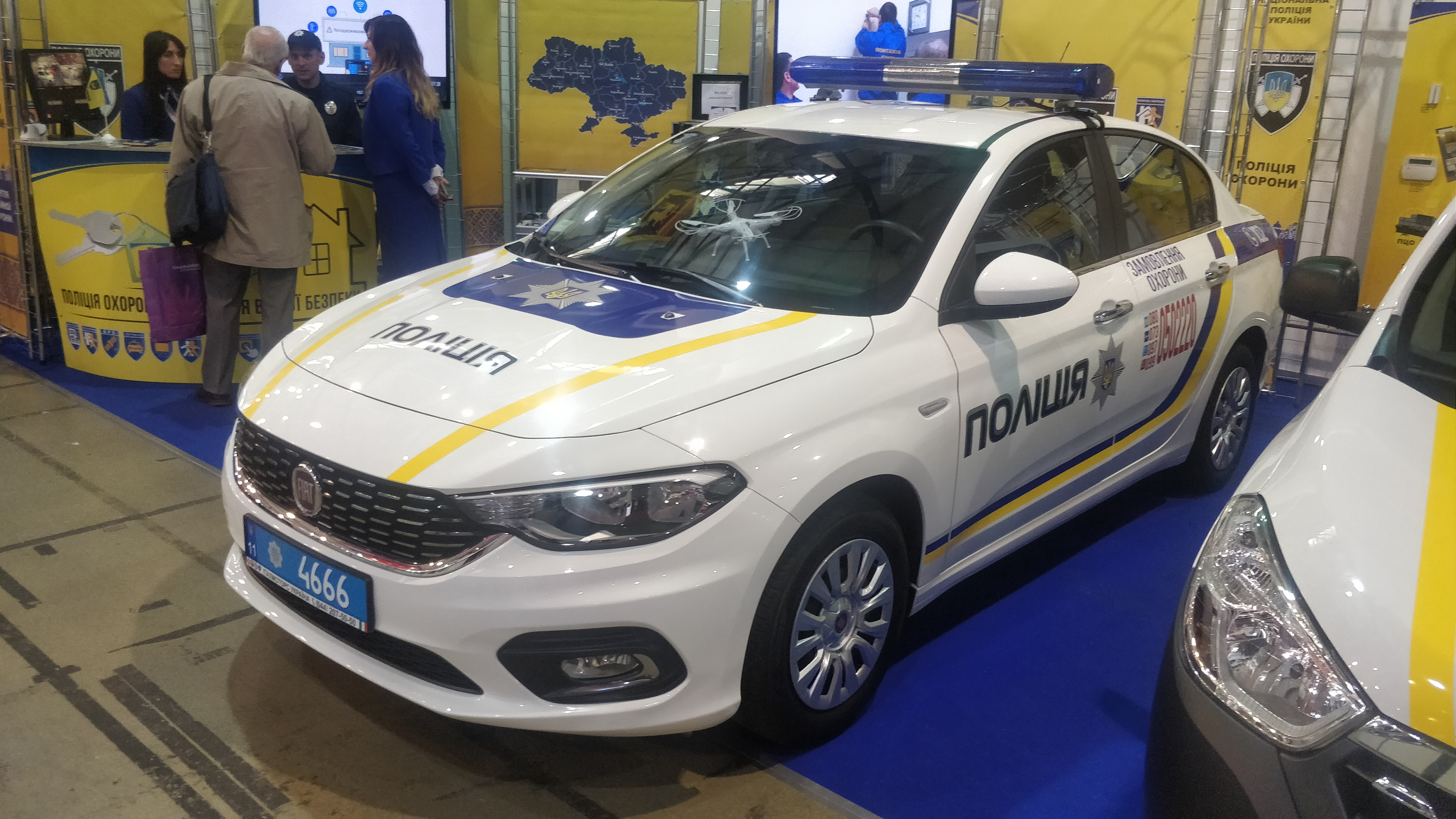
Sedã (4 portas) usado pela polícia da Ucrânia

### O Tipo nos outros mercados

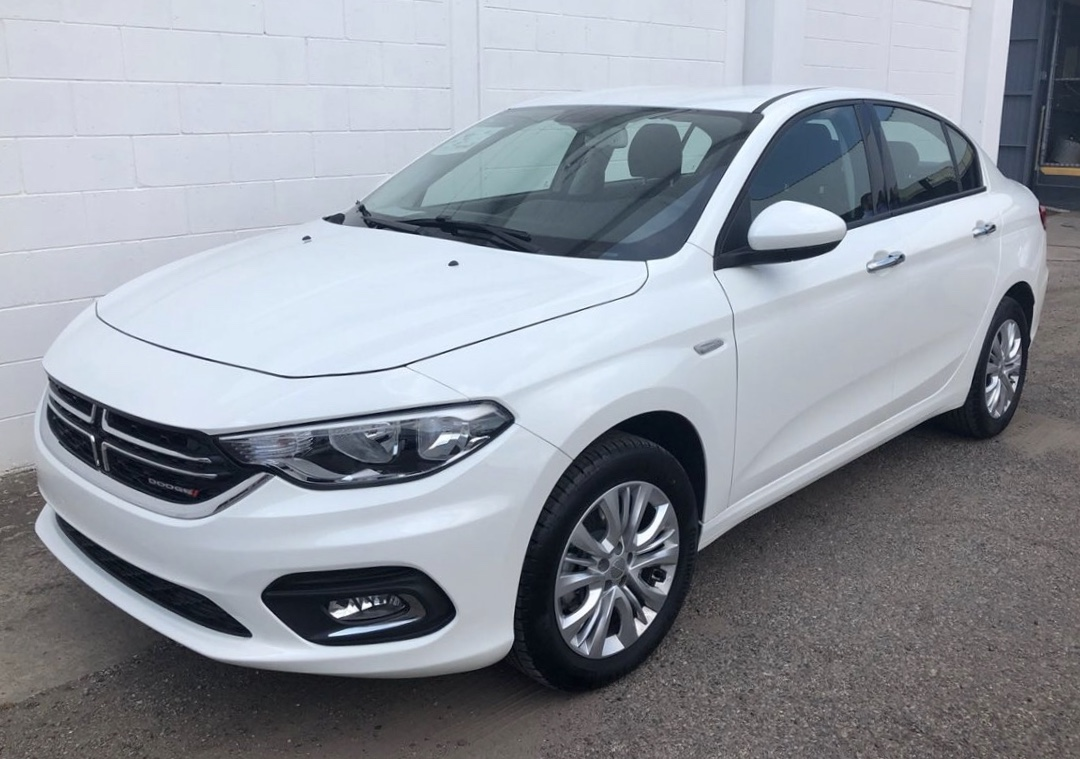
Dodge Neon no México

Além do mercado europeu, o Tipo também é vendido em 2016 na África nas versões hatchback e sedã. Originalmente, o Tipo foi desenvolvido para ser vendido em 40 mercados mundiais. Em 2016, a FCA decidiu vendê-lo também no México, embora sob o nome Dodge Neon, já que a marca Dodge tem uma rede de vendas muito maior no México do que a Fiat. Além disso, o nome Neon leva o nome do modelo Dodge homônimo produzido pelo Grupo Chrysler nos anos 1990 e 2000, um modelo que fez muito sucesso no México. O mercado mexicano recebe apenas a variante sedã de três volumes. A partir de 2017, o Tipo é vendido como Dodge Neon também no Oriente Médio. Na América do Sul, o sedã Tipo é vendido sob a marca Fiat apenas na Argentina e no Chile, já que a filial sul-americana da marca italiana já oferece o Fiat Cronos um pouco mais compacto, produzido em Córdova, na Argentina. Em novembro de 2020, o Tipo não esteve mais disponível na Argentina.